# Sarah-Jane Perry
Pour les articles homonymes, voir Perry.

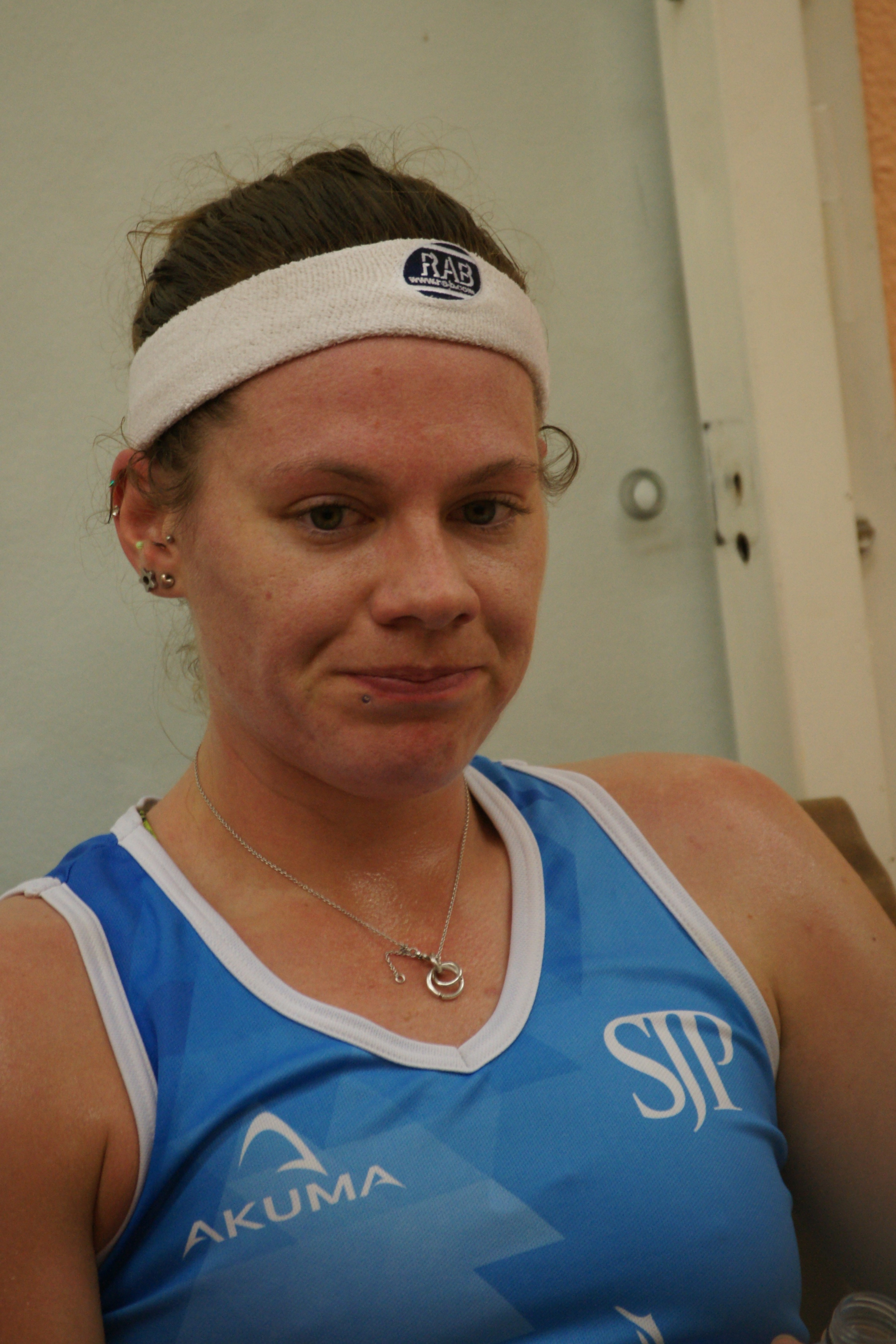
Sarah-Jane Perry au Monte-Carlo Squash Classic 2015.

Sarah-Jane Perry, née le 15 mai 1990 à Birmingham, est une joueuse professionnelle de squash représentant l'Angleterre. Elle atteint le 5e rang mondial en juillet 2020, son meilleur classement.

## Biographie
Née à Birmingham, elle grandit à Kenilworth et elle est diplômée de l'université de Warwick.
Elle a une carrière brillante en junior étant championne d'Europe et championne d'Angleterre des moins de 19 ans en 2009.
Elle gagne deux championnats britanniques des moins de 23 ans en 2012 et 2013.
Elle fait partie de l'équipe d'Angleterre victorieuse en 2013 du championnat d'Europe par équipes, sa première sélection au niveau senior.
Sarah-Jane Perry intègre le top 20 juste avant son 23e anniversaire et le top 10 en février 2017. Elle dispute sa première finale World Series en mars 2017 lors du British Open qu'elle perd face à sa compatriote Laura Massaro. Au British Open féminin 2019, elle s'offre une victoire de prestige face à la championne du monde et tenante du titre Nour El Sherbini. En décembre 2020, elle renoue avec le succès en remportant le tournoi Black Ball Squash Open réunissant toutes les meilleures joueuses mondiales et en écartant lors de son parcours victorieux Camille Serme, Joelle King et Hania El Hammamy, toutes dans le top 10 mondial.

## Palmarès

### Titres
- Black Ball Squash Open : 2020
- Netsuite Open : 2 titres (2017, 2018)
- Granite Open : 2015
- Championnats britanniques : 3 titres (2015 [5], 2020, 2021)
- Championnats d'Europe junior : 2014
- Championnats du monde par équipe : 2014
- Championnat d'Europe par équipes : 8 titres (2013-2018, 2022, 2025)

### Finales
- Cleveland Classic : 2 finales (2020, 2022)
- Open de Manchester : 2 finales (2021, 2022)
- British Open : 2017
- Bahl & Gaynor Cincinnati Cup 2020
- Carol Weymuller Open : 2018
- Netsuite Open : 2015
- Monte-Carlo Squash Classic : 2 finales (2015, 2024)
- Championnats britanniques : 2 finales (2017, 2024)
- Championnats du monde par équipes : 2 finales (2016, 2018)
- Championnats d'Europe par équipes : 2 finales (2019, 2024)